# Berndorf (Gemeinde Hausmannstätten)
Berndorf ist eine Ortschaft der Gemeinde Hausmannstätten in der Steiermark.
Berndorf befindet sich nördlich von Hausmannstätten am Zubringer zum A2, worunter der Ort auch leidet. Nördlich des alten Ortskernes entstand an der Wende zum 3. Jahrtausend eine ausgedehnte Siedlung mit zahlreichen Einfamilienhäusern. Als Namensgeber gilt Bernhard von Stübing, der im 12. Jahrhundert als Besitzer des Grazer Feldes aufschien und dessen Besiedlung vorantrieb.